# Germinusok
Germinusok, ókori nép Epirus északi részén. Egyetlen ókori említésük Julius Caesar „De bello civili” (A polgárháborúról) című munkájában található. Caesar említést tesz Chimaera nevű erődjükről is.